# Daniele 1
Daniele 1 è il primo capitolo del Libro di Daniele e racconta come il profeta e i suoi tre compagni furono tra i prigionieri presi da Nabucodonosor da Gerusalemme a Babilonia per essere addestrati alla saggezza babilonese. Lì si rifiutarono di prendere cibo e vino dal re e ricevettero conoscenza e visione dei sogni e delle visioni di Dio, e alla fine del loro addestramento si dimostrarono dieci volte migliori di tutti i maghi e incantatori del regno.
Il tema generale di Daniele è la sovranità di Dio sulla storia. Il capitolo 1 introduce Dio come la figura che controlla tutto ciò che accade, il possessore della volontà e del potere sovrani: è lui che dà Jehoiakim nelle mani di Nabucodonosor e porta Daniele e i suoi amici nell'esilio babilonese, dà a Daniele "grazia e misericordia", e dà ai quattro giovani ebrei la loro "conoscenza e abilità".